# Spinipalpitibia
Genre
Spinipalpitibia est un genre fossile d'araignées aranéomorphes de la famille des Protoaraneoididae.

## Distribution
Les espèces de ce genre ont été découvertes dans de l'ambre de Birmanie. Elles datent du Crétacé.

## Liste des espèces
Selon The World Spider Catalog 19.5 :
- †Spinipalpitibia hirsuta Wunderlich, 2018
- †Spinipalpitibia maior Wunderlich, 2015

## Publication originale
- Wunderlich, 2015 : On the evolution and the classification of spiders, the Mesozoic spider faunas, and descriptions of new Cretaceous taxa mainly in amber from Burmese (Burma) (Arachnida: Araneae). Beiträge zur Araneologie, vol. 9, p. 21–408 (en).

## Liste des genres de la famille éteinte Protoaraneoididae
Selon The World Spider Catalog 19.5 :
- †Praeteraraneoides Wunderlich, 2018
- †Proaraneoides Wunderlich, 2018
- †Protoaraneoides Wunderlich, 2018
- †Spinipalpitibia Wunderlich, 2015